# Фоден, Чарльз
Чарльз Фоден (англ. Charles Foden) — британский полицейский и перетягиватель каната, серебряный призёр летних Олимпийских игр 1908.
На Играх 1908 в Лондоне Фоден участвовал в турнире по перетягиванию каната, в котором его команда заняла второе место.